# Молдун Іван Володимирович
Іва́н Володи́мирович Молдун (* 1981) — український військовик; учасник російсько-української війни. Призер Ігор нескорених-2023.

## З життєпису
Народився 1981 року. Закінчив школу; Харківський національний автомобільно-дорожний університет; під час навчання познайомився з майбутньою дружиною. 2006 року побрався. Проживав з родиною в місті Херсон з дружиною Катериною і двома доньками; працював транспортним інженером — проєктував автомобільні дороги. Потім перейшов на роботу оператора станка з ЧПУ (числове програмне управління), а згодом відкрив свій бізнес, купив маленький станок, почав працювати на себе. Повномасштабне вторгнення з родиною застав далеко від дому — на заході України, куди сім'я вирушила на відпочинок у Славське.
Вирішив піти в місцеву самооборону; дружина поїхала в Німеччину з дітьми до Гамбурга. Кілька разів ходив до військкомату; все ж таки потрапив до армії у вересні 2022 року (мав проблеми зі здоров'ям). Служив у 79-й окремій десантно-штурмовій бригаді. Воював на Мар'їнському напрямку.
3 листопада 2022-го зазнав важкого поранення, що призвело до ампутації обох ніг. В окоп прилетіла фосфорна міна; був притомний майже весь час, поки його не вивезли. Коли дружина знайшла його після операцій і збиралася приїхати — не хотів, щоб вона його бачила таким. Катерина не послухала. Доглядала чоловіка; допомогла перейти через півтора десятка операцій.
Завоював дві медалі на Іграх нескорених-2023. Виборов «срібло» у веслуванні на тренажерах, посівши друге місце у спринті в класі IR2. Став срібним призером на дистанції 50 метрів брасом (клас ISB). За його перемогою спостерігали дружина Катерина, дві доньки — Марія 2007 р.н. і Анастасія 2013 р.н — та мама.
Своїми основними видами спорту Іван Молдун називає стрільбу з лука, плавання та волейбол, у яких виступав на відборі до змагань. До цього він ніколи не займався спортом професійно, але грав у волейбол, а також практикував легку атлетику й паверліфтинг.